# 伊万·维济蒂乌
伊万·尤利安·維齊蒂烏（1970年2月3日—），是退役罗马尼亚赛艇运动员。他在1992年奥运会和1993年世锦赛中取得八人单桨有舵手比賽银牌。